# Корниш (Јута)
Корниш (енгл. Cornish) град је у америчкој савезној држави Јута.

## Демографија
По попису из 2010. године број становника је 288, што је 29 (11,2%) становника више него 2000. године.
| Група             | 2000.       | 2010.       |
| Белци             | 248 (95,8%) | 251 (87,2%) |
| Афроамериканци    | 0 (0,0%)    | 0 (0,0%)    |
| Азијати           | 2 (0,8%)    | 1 (0,3%)    |
| Хиспаноамериканци | 6 (2,3%)    | 35 (12,2%)  |
| Укупно            | 259         | 288         |